# Deutsche Cadre-47/2-Meisterschaft 2001/02
Die Deutsche Cadre-47/2-Meisterschaft 2001/02 ist eine Billard-Turnierserie und fand vom 12. bis zum 14. Oktober 2001 in Dortmund zum 69. Mal statt.

## Geschichte
In der Deutschen Billard Zeitung gab es keine verwertbaren Informationen mehr. Die nicht kompletten Ergebnisse sind aus eigenen Unterlagen.

## Modus
Gespielt wurde eine Vorrunde mit vier Gruppen à vier Spielern. Die Gruppensieger spielten im K.-o.-System den Sieger aus. Das ganze Turnier wurde bis 200 Punkte gespielt. Die Endplatzierung ergab sich aus folgenden Kriterien:
1. Matchpunkte
2. Generaldurchschnitt (GD)
3. Höchstserie (HS)

## Turnierverlauf

### Gruppenphase
| MP    | Match Points (Sieger = 2; Unentschieden = 1; Verlierer = 0) |
| Pkte. | Erzielte Karambolagen                                       |
| Aufn. | Benötigte Versuche                                          |
| GD    | Generaldurchschnitt                                         |
| BED   | Bester Einzeldurchschnitt eines Spielers                    |
| HS    | Höchstserie                                                 |
|       | Bester GD des Turniers                                      |
|       | Bester ED des Turniers                                      |
|       | Beste HS des Turniers                                       |
|       | 1. Platz (Gold)                                             |
|       | 2. Platz (Silber)                                           |
|       | 3. Platz (Bronze)                                           |

| Platz | Name             | MP  | GD    | BED    | HS  |
| ----- | ---------------- | --- | ----- | ------ | --- |
| 1     | Thorsten Frings  | 5:1 | 17,64 | 20,00  | 130 |
| 2     | Thomas Nockemann | 4:2 | 38,38 | 200,00 | 200 |
| 3     | Axel Büscher     | 3:3 | 21,09 | 25,00  | 65  |
| 4     | Udo Mielke       | 0:6 | 6,24  | –      | 50  |

| Platz | Name            | MP  | GD    | BED   | HS  |
| ----- | --------------- | --- | ----- | ----- | --- |
| 1     | Ludger Havlik   | 6:0 | 40,00 | 66,66 | 129 |
| 2     | Jürgen Keul     | 4:2 | 12,14 | 15,38 | 69  |
| 3     | Ronny Lindemann | 2:4 | 11,40 | 12,50 | 51  |
| 4     | Oktay Günes     | 0:6 | 2,58  | –     | 12  |

| Platz | Name           | MP  | GD    | BED   | HS  |
| ----- | -------------- | --- | ----- | ----- | --- |
| 1     | Carsten Lässig | 6:0 | 54,54 | 66,66 | 123 |
| 2     | Arnd Riedel    | 4:2 | 31,44 | 33,33 | 133 |
| 3     | Stefan Henze   | 2:4 | 8,00  | 10,00 | 70  |
| 4     | Stephan Vican  | 0:6 | 6,16  | –     | 32  |

| Platz | Name             | MP  | GD    | BED   | HS  |
| ----- | ---------------- | --- | ----- | ----- | --- |
| 1     | Hans Wernikowski | 6:0 | 17,64 | 28,57 | 134 |
| 2     | Markus Melerski  | 4:2 | 19,35 | 33,33 | 142 |
| 3     | Thomas Berger    | 2:4 | 9,83  | 11,76 | 95  |
| 4     | Bernhard Lotz    | 0:6 | 8,50  | –     | 58  |

## Finalrunde
Legende: MP/Pkte./Aufn./ED/HS

|  | Halbfinale (200 Punkte)       | Halbfinale (200 Punkte) |                      |                     | Finale (200 Punkte) | Finale (200 Punkte) |
|  |                               |                         |                      |                     |                     |                     |
|  | Carsten Lässig                | 2:0/200/3/66,66/164     |                      |                     |                     |                     |
|  | Thorsten Frings               | 0:2/56/3/18,66/31       |                      |                     |                     |                     |
|  |                               |                         |                      |                     |                     |                     |
|  |                               |                         |                      |                     |                     |                     |
|  | Carsten Lässig                | 0:2/24/2/12,00/24       |                      |                     |                     |                     |
|  |                               | Hans Wernikowski        | 2:0/200/2/100,00/120 |                     |                     |                     |
|  |                               |                         |                      |                     |                     |                     |
|  | Spiel um Platz 3 (200 Punkte) |                         |                      |                     |                     |                     |
|  |                               |                         | Thorsten Frings      | 2:0/200/6/33,33/107 |                     |                     |
|  | Ludger Havlik                 | 0:2/95/4/23,75/68       | Ludger Havlik        | 0:2/172/6/28,66/89  |                     |                     |
|  | Hans Wernikowski              | 2:0/200/4/50,00/106     |                      |                     |                     |                     |

### Abschlusstabelle
| MP    | Match Punkte (Sieger = 2; Unentschieden = 1; Verlierer = 0) |
| SV    | Satzverhältnis (nur bei Turnieren im Satzsystem)            |
| Pkte. | Erzielte Karambolagen                                       |
| Aufn. | benötigte Aufnahmen                                         |
| GD    | Generaldurchschnitt                                         |
| MGD   | Mannschafts-Generaldurchschnitt                             |
| BED   | Bester Einzeldurchschnitt eines Spielers                    |
| BEMD  | Bester Einzeldurchschnitt einer Mannschaft                  |
| BSD   | Bester Satzdurchschnitt eines Spielers                      |
| HS    | Höchstserie                                                 |
| WRP   | Weltranglistenpunkte                                        |

| Klassement                 | Klassement                       | Klassement | Klassement | Klassement | Klassement | Klassement | Klassement | Klassement | Klassement |
| Platz                      | Name                             | MP         | Pkte.      | Aufn.      | GD         | BED        | HS         |            |            |
| -------------------------- | -------------------------------- | ---------- | ---------- | ---------- | ---------- | ---------- | ---------- | ---------- | ---------- |
| 1                          | Hans Wernikowski (Marl)          | 10:0       | 1000       | 40         | 25,00      | 100,00     | 134        |            |            |
| 2                          | Carsten Lässig (Coesfeld)        | 8:2        | 824        | 16         | 51,50      | 66,66      | 164        |            |            |
| 3                          | Thorsten Frings (Gelsenkirchen)  | 7:3        | 856        | 43         | 19,90      | 33,33      | 133        |            |            |
| 4                          | Ludger Havlik (Bochum)           | 6:4        | 867        | 25         | 34,68      | 66,66      | 129        |            |            |
| 5                          | Thomas Nockemann (Bochum)        | 4:2        |            |            | 38,38      | 200,00     | 200        |            |            |
| 6                          | Arnd Riedel (Wedel)              | 4:2        |            |            | 31,44      | 33,33      | 133        |            |            |
| 7                          | Markus Melerski (Bottrop)        | 4:2        |            |            | 19,35      | 33,33      | 142        |            |            |
| 8                          | Jürgen Keul (Bergisch Gladbach)  | 4:2        |            |            | 12,14      | 15,38      | 69         |            |            |
| 9                          | Axel Büscher (Bergisch Gladbach) | 3:3        |            |            | 21,09      | 25,00      | 65         |            |            |
| 10                         | Ronny Lindemann (Dortmund)       | 2:4        |            |            | 11,40      | 12,50      | 51         |            |            |
| 11                         | Thomas Berger (Wiesbaden)        | 2:4        |            |            | 9,83       | 11,76      | 95         |            |            |
| 12                         | Stefan Henze (Bergisch Gladbach) | 2:4        |            |            | 8,00       | 10,00      | 70         |            |            |
| 13                         | Bernhard Lotz (Braunschweig)     | 0:6        |            |            | 8,50       | –          | 58         |            |            |
| 14                         | Udo Mielke (Essen)               | 0:6        |            |            | 6,24       | –          | 50         |            |            |
| 15                         | Stephan Vican (Frankfurt)        | 0:6        |            |            | 6,16       | –          | 32         |            |            |
| 16                         | Oktay Günes (Dortmund)           | 0:6        |            |            | 2,58       | –          | 12         |            |            |
| Turnierdurchschnitt: 16,60 |                                  |            |            |            |            |            |            |            |            |